# Haus Temminghoven
Haus Temminghoven (auch Knippenbergs-Hof) war eine mittelalterliche Wasserburg im heutigen Duisburger Stadtteil Neumühl, Stadtbezirk Hamborn. 

## Geschichte
Haus Temminghoven lag mitten in einer Flussschlinge der alten Emscher an der Grenze zwischen Oberhausen und Duisburg. Früher gehörte es zu dem seit 1886 zu Oberhausen gehörenden Ort Buschhausen.
Erste urkundliche Erwähnung findet das Haus im Jahr 1292 (Thymichaven). Seit spätestens 1372 war es ein Lehen der Grafen von Kleve, im 17. Jahrhundert dann Lehnsgut des preußischen Kurfürsten. Im Jahr 1734 besaß Temminghoven 24 holländische Morgen. Außerdem gehörten der Hof Buschmann sowie die Buschhäuser Katen Wittmann, Winter, Vorgenholt und Katermann zu Temminghoven. Außerdem war mit Haus Temminghoven das Jagdrecht in der Bauerschaft Buschhausen verbunden; allerdings musste sich der Besitzer von Temminghoven dieses mit den Besitzern von Haus Averhaus und der Abtei Hamborn teilen.
Eine klevische Katasterkarte von 1727 zeigt Haus Temminghoven als ein von Wassergräben umgebenes Gut mit vier Gebäuden. Die Anlage war über zwei Brücken zu erreichen. Die Wassergräben wurden aus der Emscher gespeist.
Besitzer des Hauses waren unter anderem:
- 1292: Nikolaus von Temminghoven (de Theminghaven), der 1303 eine Tochter im Kloster Duissern hatte.[3][4] Eine Nesa van Tempmynghaven (Agnes von Temminghoven) war 1402 Meisterin der Franziskanerinnen in Duisburg.[5] Noch 1414/1415 erscheint in den Duisburger Stadtrechnungen ein von Temminghoven (Tymmynchoff; ohne Vorname) als Zahlungsempfänger.[6]
- Im 15. Jahrhundert: Angehörige der Geschlechter Romswinkel und Ovelacker
- Ende des 15. Jahrhunderts: Elbert von Hanxleden zu Haus Temminghoven und Haus Knipp
- 1530: Johann van der Eyck
- Ab 1. Juli 1547: Elbert von Wrede zu Temminghoven, Schulte zum Beecker Oberhof
- Ab 1579: Familie von der Knippenburg (inkl. Konrad von der Knippenburg (1710)). Temminghoven wurde daher auch Knippenbergs-Hof genannt.
- Anfang des 18. Jahrhunderts: Ludwig Lindgens zu Temminghoven
- 1770: Johann Lindgens von Gut Temminghoven heiratete Margaretha Beekmann[7]

1848 übernahm Ludwig Lindgens, Sohn von Friedrich Lindgens und Anna Lindgens geb. Läppchen, das Haus Temminghoven von seinem Vater. Ludwig tauschte das Haus gegen die Neumühler Mühle an der Emscher in Hamborn.
Im Zweiten Weltkrieg wurde Haus Temminghoven zerstört und nach Kriegsende als Hofanlage weiter nördlich neu errichtet. Diese an der Baldhausstr. 30 gelegenen Gebäude wurden 1976 abgerissen. Noch heute ist ein ca. ein Meter hoher, langovaler Hügel mit einer Einsenkung in der Mitte im Gelände zu erkennen. Der Hügel deutet darauf hin, dass die Anlage ursprünglich eine Turmhügelburg bzw. Motte war.